# Ramize Erer
Ramize Erer (geboren 1963 in Kırklareli) ist eine türkische Comic-Zeichnerin, Cartoonistin, Karikaturistin, Malerin, Autorin von Kurzgeschichten und Feministin. Mit den Frauenfiguren in ihren Karikaturen bricht sie Tabus und greift traditionelle Geschlechterrollen an. Dafür wurde sie 2017 beim Internationalen Comicfestival von Angoulême mit dem  Prix Couilles au cul ausgezeichnet.

## Leben und Karriere
Ramize Erer wurde 1963 in Kırklareli als viertes von fünf Kindern eines Buchhalters und einer Hausfrau geboren. Sie verbrachte ihre Kindheit im Haus ihrer Großeltern in Kırklareli und ihre Jugend in Istanbul. Beeindruckt von den Illustrationen des Romans Oliver Twist von Charles Dickens, interessierte sie sich früh für Malerei. Wenn sie die Sommerferien mit ihren Geschwistern in Kırklareli verbrachte, versuchte sie, die Landschaftsgemälde an der Wand des Hauses ihrer Großeltern zu kopieren. Bereits im Gymnasium begann sie im Alter von 16 Jahren, Comics für das wöchentliche Satiremagazin Gırgır zu zeichnen, das von Oğuz Aral (1936–2004), einem berühmten türkischen Comiczeichner, produziert wurde. Sie entschloss sich zu einem Studium der Malerei an der Mimar-Sinan-Universität der Schönen Künste in Istanbul und machte 1990 dort ihren Abschluss. Im selben Jahr veröffentlichte sie ihr erstes Buch mit dem Titel Bir Bıyıksız (dt. etwa: Ein Jüngling).
Erer setzt sich – mit Ironie und Zynismus – ausnahmslos kritisch mit der Rolle der Frau in ihrem Land auseinander und hinterfragt die traditionellen Geschlechterrollen. Sexualität ist eines der Hauptthemen in ihren Comics: Es geht in ihren Zeichnungen unter anderem um Ehebruch und Bigamie, One-Night-Stands, das Jungfernhäutchen oder Homo- und Bisexualität. „Es gibt viele Tabus in der Türkei“, sagte sie in einem Interview, „aber das größte ist die Sexualität, und ganz besonders die weibliche. Und dieses Tabu will ich brechen.“ In der Türkei fühlten sich viele Menschen dadurch provoziert.
Nachdem Erer sechs Monate bei der türkischen Tageszeitung Cumhuriyet gearbeitet hatte, wurde sie entlassen, weil man ihre Karikaturen für obszön hielt.
Bekannt wurde sie vor allem durch ihre 1999 entstandene Comic-Figur Kötü Kız (dt.: Das böse Mädchen). Mehr als zehn Jahre lang veröffentlichte sie Karikaturen mit Kötü Kız in der türkischen Tageszeitung Radikal. Für die Zeitschrift Feminist Pazartesi (dt.: Der feministische Montag) schuf sie die Figur Tüpçü (dt. etwa: Der Gasflaschen-Lieferant). Neben ihrer Arbeit für Zeitungen zeichnete Erer auch Comics für die Satiremagazine Hıbır und LeMan.
Als im Jahr 2005 der Streit um die Mohammed-Karikaturen in Dänemark weltweit für Aufsehen und heftige Debatten sorgte, beteiligte sich Erer an der internationalen Wanderausstellung im Rahmen der Aktion Cartooning for Peace des UNRIC und machte dort ihren Standpunkt zum Karikaturenstreit mit den Worten „Satire braucht Freiheit“ deutlich.
Mit Chica du lüks erschien 2008 ihr erstes Buch auf Deutsch, das sie im selben Jahr bei der Frankfurter Buchmesse präsentierte.
Cover des Satiremagazins
Bayan Yani (2011)

Link zum Bild

Im März 2011 war Ramize Erer Mitbegründerin des ersten und einzigen türkischen feministischen Satiremagazins Bayan Yani, das nur von Frauen gestaltet wird. Nachdem in der Türkei Drohungen gegen sie ausgesprochen worden waren, ging sie nach Frankreich und führt während ihres Exils die Zeitschrift von Paris aus weiter. Besonders beliebt waren ihre Karikaturen über die Gezi-Park-Proteste in Istanbul im Mai 2013.
Vom 22. Dezember 2015 bis zum 23. Januar 2016 zeigte Erer in Istanbul eine Auswahl ihrer Gemälde und Karikaturen in der neu errichteten Galerie Versus Art Project in einer Einzelausstellung mit dem Titel Aklımda (dt.: In meinem Kopf). Begleitend erschien ein Katalog in limitierter Auflage (300 Stück).
Beim Internationalen Comicfestival in Angoulême, das als bedeutendstes Festival seiner Art in Europa gilt, wurde sie von dem renommierten französischen Satiremagazin Fluide Glacial mit dem Prix Couilles au cul geehrt. In der Begründung hieß es, dass sie „Karikaturen schaffe, die tiefgründige und aussagekräftige Botschaften über Feminismus vermitteln“. Bei der Preisverleihung sagte Erer: 

„Ich erhalte diese Auszeichnung für meine Mutter, die Feministin war, ohne Virginia Woolf oder Simone de Beauvoir zu kennen. Das Leben hat sie zur Feministin gemacht. Ich habe bislang alle meine Cartoons mit dem Gefühl der endlosen Freiheit gezeichnet, das mir das gab. Ich habe über die Wünsche der Frauen gesprochen und Frauenthemen in den Charakteren, die ich geschaffen habe.“

Im Laufe ihrer Karriere hat Erer mehr als zehntausend Karikaturen und Geschichten veröffentlicht.
Ramize Erer ist mit dem Comiczeichner Tuncay Akgün verheiratet und Mutter eines Sohnes und einer Tochter.

## Werke (Auswahl)
- Bir bıyıksız [Ein Jüngling], Joker, Istanbul 1990, OCLC 24808767 (türkisch).
- Tehlikeli İlişkiler [Gefährliche Beziehungen], İletişim Yayınları, Istanbul 2000, ISBN 975-470-790-1 (türkisch).
- Evlilik 1. Albüm [Ehe 1. Album], Cadde Yayınları, Istanbul 2004, ISBN 978-975-6326-03-9 (türkisch).
- Komikazen: 2. Festival internazionale del fumetto di realtá : Danijel Zezelj, Vittorio Giardino, Rául, Giuseppe Palumbo, BeccoGiallo, Ramize Erer, Mehmet Ca̧gca̧g, Tuncay Akgün, Güneri Içoglu, LeMan. Fernandel, Ravenna 2006 (italienisch, englisch).
- Chica dü lüks. Aus dem Türkischen von Nilgün Cön und Aşkın-Hayat Doğan. Rotbuch, Berlin 2008, ISBN 978-3-86789-051-9.
- Kız hikayeleri [Mädchengeschichten], Cadde Yayınları, Istanbul 2013, ISBN 978-605-66030-2-0 (türkisch).
- Ramize Erer: 'Aklımda': 22.12.2015 – 23.01.2016. Katalog zur gleichnamigen Ausstellung. Verlag Versus Art Project, Istanbul 2015, OCLC 978656303 (türkisch).